# Кедровая Пад
Кедровая Пад е един от най-старите държавни природни резервати на Русия основан през 1925 г. Първоначално през 1916 г. той е учреден като губернски резерват.
Резерватът се намира в южната част на Приморски край на крайните хребети на източноманджурската планинска система. Площта му е 17 897 хектара. Около 13 094 ха или 73,1% от площта му е заета от гора. През 1990 г. около резервата е създадена охраняема зона от 5538 хектара.
В резервата виреят редки и ендемични растителни и животински видове. Той е единственото място с постоянни обитания на амурски леопард.

През 2004 г. Кедровая Пад получава от ЮНЕСКО статут на биосферен резерват.